# Love On
Love On è un singolo della cantante statunitense Selena Gomez, pubblicato il 23 febbraio 2024.

## Descrizione
Love On è un brano dance pop composto in chiave di Do maggiore con un tempo di 116 battiti per minuto. È stato scritto dalla stessa cantante con la collaborazione di Julia Michaels, Michael Pollack, Stefan Johnson, Jordan K. Johnson e Isaiah Tejada, ed è stato prodotto dai The Monsters & Strangerz e Isaiah Tejada. Intervistata da Zane Lowe per Apple Music, Gomez ha dichiarato che per la realizzazione del brano si è ispirata ai diversi mesi trascorsi a Parigi per girare il film Emilia Perez, affermando di aver amato la qualità della vita e quanto fosse romantica.
Nei primi istanti del brano, si può udire una breve parte di una poesia in francese, che rappresenta un campionamento del singolo L'amour del produttore LiQWYD.

## Antefatti e pubblicazione
Una settimana prima dalla pubblicazione del singolo, il fan club ufficiale di Gomez ha iniziato a dare un assaggio del singolo attraverso una serie di indizi: agli iscritti alla sua newsletter è stato condiviso un link che mostrava un lucchetto a forma di cuore con tre spazi per un codice, dando l'opportunità di indovinarlo, e diverse frasi che sembravano essere parti del testo di una canzone. Il codice era "222", facendo supporre che il 22 febbraio sarebbe stata pubblicata una nuova canzone. Inoltre, alcuni fan in diverse città americane hanno trovato dei lucchetti a forma di cuore e le loro immagini postate su Twitter sono state condivise dal profilo ufficiale del fan club di Gomez.
La cantante ha finalmente annunciato la pubblicazione del singolo sui suoi canali social il 15 febbraio.

## Video musicale
Il video, diretto da Greg Ohrel, è stato pubblicato contestualmente all'uscita del brano sul canale YouTube della cantante.

## Tracce
Testi e musiche di Selena Gomez, Julia Michaels, Michael Pollack, Stefan Johnson, Jordan K. Johnson, Isaiah Tejada.
1. Love On – 3:01

## Classifiche

### Classifiche settimanali
| Classifica (2024) | Posizione massima |
| ----------------- | ----------------- |
| Bielorussia       | 29                |
| Canada            | 56                |
| Estonia           | 14                |
| Irlanda           | 73                |
| Portogallo        | 182               |
| Regno Unito       | 61                |
| Russia            | 64                |
| Stati Uniti       | 56                |
| Svezia            | 85                |

### Classifiche di fine anno
| Classifica (2024) | Posizione |
| ----------------- | --------- |
| Estonia           | 108       |